# Formica selysi
Formica selysi é uma espécie de formiga do gênero Formica, pertencente à subfamília Formicinae.